# 후나오 정류장
후나오 정류장(일본어: 船尾停留場, ふなおていりゅうじょう)은 일본 오사카부 사카이시 니시구에 있는 한카이 전기 궤도의 정류장이다. 역 번호는 HN29이다.

## 역사
- 1912년 4월 1일: 한카이 전기 궤도의 개업으로 영업 개시.
- 1915년 6월 21일: 회사 합병으로 난카이 철도의 역이 됨.
- 1944년 6월 1일: 회사 합병으로 긴키 닛폰 철도의 역이 됨.
- 1947년 6월 1일: 노선 양도로 인하여 난카이 전기철도의 역이 됨.
- 1980년 12월 1일: 노선 양도로 인하여 한카이 전기 궤도의 정거장이 됨.

## 정류장 구조
신설 궤도 상의 지상역에서 단선 승강장이 건널목을 사이로 엇갈리게 배치되어 있다.

## 역 주변
- 난카이 전기철도 난카이 본선 스와노모리 역
- 스와노모리혼도리 상점가
- 사카이 시립 하마데라 초등학교
- 이온 타운 스와노모리(KOHYO 스와노모리점)

## 사진

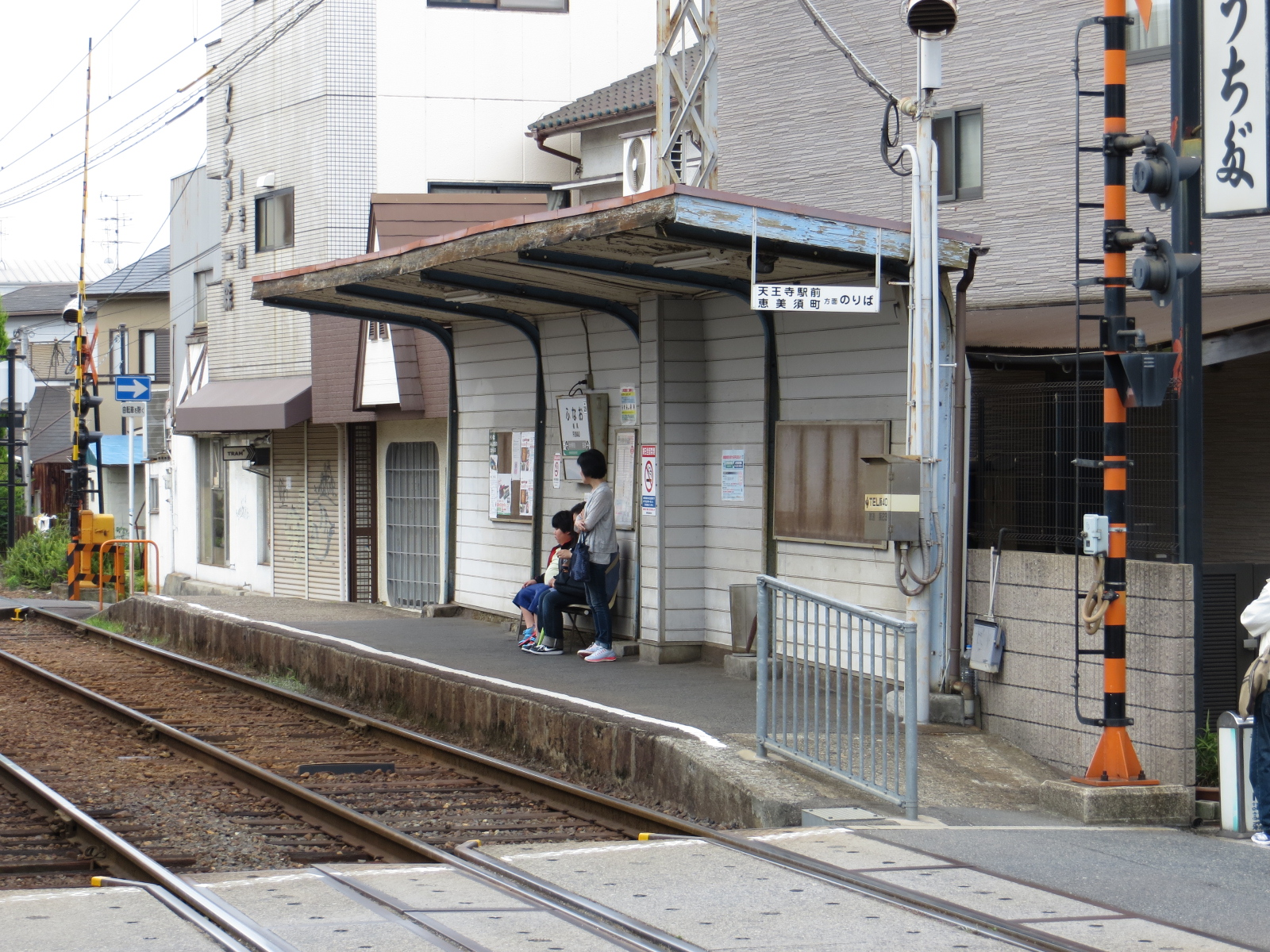
덴노지 방향 플랫폼
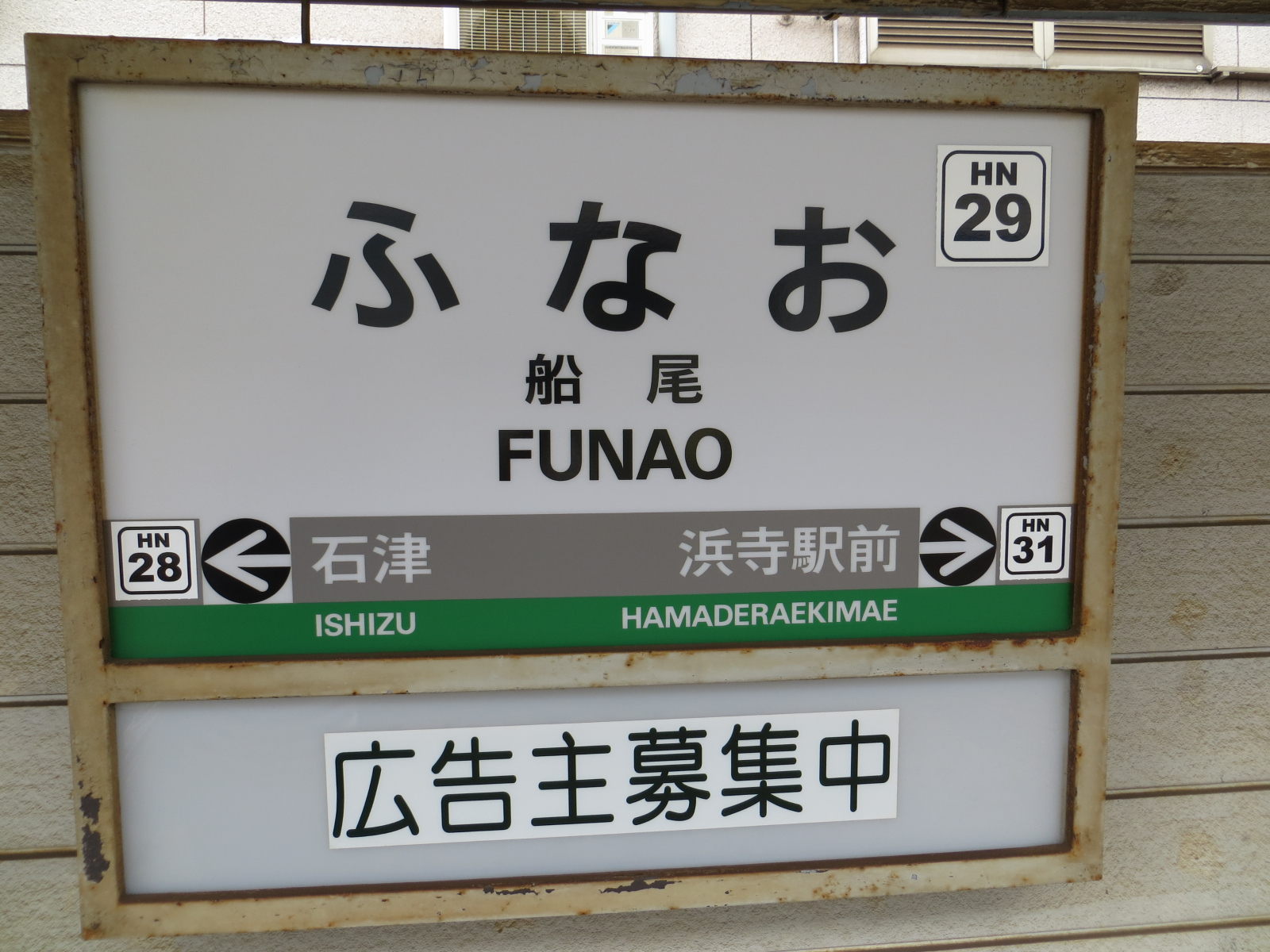
역명판

## 인접역
| 한카이 전기 궤도 ■ 한카이 선 | 한카이 전기 궤도 ■ 한카이 선 | 한카이 전기 궤도 ■ 한카이 선                |
| ---------------------------- | ---------------------------- | ------------------------------------------- |
| HN28 이시즈 에비스초 방면    |                              | 하마데라에키마에 HN31 하마데라에키마에 방면 |